# برج الأصمخ
برج الأصمخ (سابقا برج آي بي كيو) هو مبنى في منطقة الخليج الغربي في الدوحة، قطر. استوحى تصميمه من مبنى إمباير ستيت في مدينة نيويورك. ارتفاعه هو 227 متر. يضم ستة أقبية وأرضي وأوسط و33 طابق.

## وصلات خارجية
- برج الأصمخ